# 豊川村 (山形県)
豊川村（とよかわむら）は山形県西置賜郡にあった村。現在の飯豊町中部にあたる。

## 地理
- 山：出ヶ峰、大館山
- 河川：白川

## 歴史
- 1889年（明治22年）4月1日 - 町村制の施行により、手ノ子村、松原村、小白川村、高峰村の区域をもって発足。
- 1954年（昭和29年）10月1日 - 豊原村・添川村と合併して飯豊村が発足。同日豊川村廃止。

## 交通

### 鉄道路線
- 日本国有鉄道
  - 米坂線
    - 手ノ子駅

### 道路
- 小国街道（二級国道 国道113号 新潟山形線 → 現・一般国道 国道113号）